# 함안 (동진)
함안(咸安)은 중국 동진(東晉) 간문제(簡文帝)의 연호이다. 371년 11월에서 372년까지 1년 2개월 동안 사용하였다. 372년 7월에 간문제의 뒤를 이어 즉위한 효무제(孝武帝)가 남은 6개월 동안 이어서 사용하였으며 373년에 개원하였다.
같은 시기에 사용된 다른 연호로는 전량(前凉)에서 사용한 승평(昇平 : 361년 ~ 376년), 전진(前秦)에서 사용한 건원(建元 : 365년 ~ 385년), 대(代)에서 사용한 건국(建國 : 338년 ~ 376년)이 있다.

## 개원
태화(太和) 6년 11월 15일(372년 1월 6일)에 연호를 함안(咸安)으로 개원함.

## 연대대조표
| 함안                | 원년            | 2년        |
| 서력                | 371년           | 372년      |
| 육십간지 (六十干支) | 신미(辛未)      | 임신(壬申) |
| 전량 (前凉)         | 승평(昇平) 15년 | 16년       |
| 전진 (前秦)         | 건원(建元) 7년  | 8년        |
| 대 (代)             | 건국(建國) 34년 | 35년       |

## 삭일(1일)
| 함안 원년 (371년) | 1월             | 2월             | 3월             | 4월             | 5월             | 6월             | 7월             | 8월             | 9월             | 10월            | 윤10월          | 11월            | 12월            |
| ----------------- | --------------- | --------------- | --------------- | --------------- | --------------- | --------------- | --------------- | --------------- | --------------- | --------------- | --------------- | --------------- | --------------- |
| 삭일(음력)        | 신미일 (辛未日) | 경자일 (庚子日) | 경오일 (庚午日) | 기해일 (己亥日) | 기사일 (己巳日) | 무술일 (戊戌日) | 무진일 (戊辰日) | 정유일 (丁酉日) | 정묘일 (丁卯日) | 병신일 (丙申日) | 병인일 (丙寅日) | 을미일 (乙未日) | 을축일 (乙丑日) |
| 율리우스력        | 371년 2월 2일   | 3월 3일         | 4월 2일         | 5월 1일         | 5월 31일        | 6월 29일        | 7월 29일        | 8월 27일        | 9월 26일        | 10월 25일       | 11월 24일       | 12월 23일       | 372년 1월 22일  |
| 함안 2년 (372년)  | 1월             | 2월             | 3월             | 4월             | 5월             | 6월             | 7월             | 8월             | 9월             | 10월            | 11월            | 12월            |                 |
| 삭일(음력)        | 을미일 (乙未日) | 갑자일 (甲子日) | 갑오일 (甲午日) | 계해일 (癸亥日) | 계사일 (癸巳日) | 임술일 (壬戌日) | 임진일 (壬辰日) | 신유일 (辛酉日) | 신묘일 (辛卯日) | 경신일 (庚申日) | 경인일 (庚寅日) | 기미일 (己未日) |                 |
| 율리우스력        | 372년 2월 21일  | 3월 21일        | 4월 20일        | 5월 19일        | 6월 18일        | 7월 17일        | 8월 16일        | 9월 14일        | 10월 14일       | 11월 12일       | 12월 12일       | 373년 1월 10일  |                 |

## 같이 보기
- 중국의 연호